# ألكسندر كازدان
الكسندر بتروفيتش كازدان (بالروسية: Александр Петрович Каждан)‏ (سبتمبر 1922–29 مايو 1997) كان عالم تاريخ بيزنطي أمريكي-سوفيتي.